# Charles William Russell
Charles William Russell (Killough, 14 maggio 1812 – Dublino, 26 febbraio 1880) è stato un presbitero e saggista irlandese.

## Nascita e formazione
Charles William Russell nacque a Killough, nella contea di Down, in Irlanda. Discendeva dalla famiglia dei Russell, baroni di Killough, Quoniamstown e Ballystrew.
Ricevette la sua prima educazione alla scuola di grammatica di Drogheda (da cui proveniva sua madre) e a Downpatrick, dopodiché entrò nel St Patrick's College di Maynooth nel 1826. Fu ordinato sacerdote il 13 giugno 1835 e divenne un professore di materie umanistiche.

## Opere e carriera ecclesiastica
Nel 1842 fu scelto da papa Gregorio XVI come vicario apostolico in Ceylon (attuale Sri Lanka), ma rifiutò la carica. Rifiutò anche il vescovato di Down e l'arcivescovado di Armagh. Tre anni dopo tornò a Maynooth come professore di Storia della Chiesa.
Dopo aver pubblicato la sua traduzione del Systema Theologicum di Gottfried Wilhelm von Leibniz nel 1850, si dedicò alla redazione della Vita del Cardinale Mezzofanti che fu pubblicata nel 1858. Nel 1857 succedette al Rev. Laurence F. Renehan come preside del St. Patrick's College. Il cardinale Nicholas Wiseman scrisse spesso a Russell e quando visitò l'Irlanda nel 1858 fece visita a Maynooth. Negli archivi del St. Patrick's College sono conservate varie lettere originali dal cardinal Wiseman a Russell.
Nel 1869 Russell fu nominato membro della Royal Commission on Historical Manuscripts e in quella veste fu autore (insieme a John Patrick Prendergast) degli otto volumi del Report on the Carte Manuscripts in the Bodleian Library (1871) e del Calendar of Irish State Papers during the reign of James I (4 voll., 1872–1877).
Russell collaborò spesso alla Dublin Review, per la quale scrisse articoli per quasi trent'anni. Scrisse molti articoli anche per la Chambers's Encyclopaedia e due - "Palinsesti" e "Papiri" - per l'Encyclopædia Britannica.
Russell morì a Dublino, a 67 anni, per cause sconosciute ed è sepolto nel Cimitero del St Patrick's College a Maynooth.
Nel 1983 lo storico della Chiesa Ambrose MacAuley pubblicò la biografia di Russell.
Russell era amico intimo dei cardinali Nicholas Wiseman - il primo arcivescovo di Westminster - e John Henry Newman. Quest'ultimo scrisse che Russell: "ha contribuito alla mia conversione più di chiunque altro".